# Гранний Холм
Гранний Холм (рос. Гранный Холм) — присілок в Козельському районі Калузької області Російської Федерації.
Населення становить 16 осіб. Входить до складу муніципального утворення Місто Сосенський.

## Історія
Від 2004 року входить до складу муніципального утворення Місто Сосенський.

## Населення
| 2002 | 2010 |
| ---- | ---- |
| 33   | ↘16  |